# Koppsele
Koppsele (schwedisch, umesamisch Saddarva) ist ein historischer Sommer-Lagerplatz der samischen Urbevölkerung der Gegend und heute ein 45 Hektar großes Reservat in Schweden. Es liegt ungefähr 15 Kilometer nordwestlich von Malå in der Provinz Västerbottens län.
Auf dem Gelände steht eine Kote, zwei samische Vorrats-/Wohnhäuschen und Feuerstellen. Koppsele liegt am Fluss Malån und ist über den Fluss per Boot oder über einen etwa 2 Kilometer langen Pfad durch Wald und Moorgebiet zu erreichen.
Der schwedische Name kommt von einem am Lagerplatz gelegenen etwa 25 Meter hohen Hügel (kopp) und der Lage am Fluss (sele).